# تب خونریزی‌دهنده کریمه-کنگو
تب خونریزی‌دهنده کریمه-کنگو (به انگلیسی: Crimean Congo Hemorrhagic Fever(CCHF)) یک بیماری حاد تب‌دار و خون‌ریزی دهنده(خون‌ریزی بدون هرگونه علت و باعث و بانی است که از طریق گزش کنه یا تماس با خون یا ترشحات یا لاشه دام و انسان آلوده منتقل می‌شود) این بیماری برای اولین بار در سال ۱۹۴۴(میلادی) در کریمه اوکراین شرح داده شد و نام تب خون‌ریزی دهنده کریمه بر آن نهادینه گشت. در سال ۱۹۶۹(میلادی) معلوم شد بیماری‌زای ایجادکننده تب خون‌ریزی دهنده در کریمه مشابه همان بیماری است که در سال ۱۹۵۶(میلادی) در جمهوری دموکراتیک کنگو مشاهده شده است. از این رو با توجه به مشابهت نشانه‌ها در هر دو مکان، به بیماری، نام کنونی تبِ خون‌ریزی دهنده کریمه‌کنگو داده شد. تب خونریزی‌دهنده کریمه-کنگو در انسان، بیماری شدیدی همراه با مرگ و میر بین ۳۰ الی ۵۵٪ بیماران ایجاد می‌کند و شیوع بیمارستانی آن(۶۲٪) نیز بسیار بالا است.

## مشخصات عامل
عامل این بیماری ویروسی از خانواده بانیاویریداء و جنس نایروویروس است. این ویروس دارای پوشش پروتئینی است و قطر ساختمان آن ۸۵ تا ۱۰۰ نانومتر است و از گروهRNAآران‌ای‌های تک رشته‌ای است. مقاومت ویروس در برابر گرما کم است و در دمای ۵۶ درجه سلسیوس به مدت ۳۰ دقیقه از بین می‌رود؛ بنابراین پختن گوشت یا پاستوریزه کردن شیر باعث از بین رفتن ویروس می‌شود. ضمناً ویروس می‌تواند در خون به مدت ۱۰ روز در دمای ۴۰ درجه سلسیوس مقاومت کند. ویروس در محیط اسیدی مثلاً اسید استیک ۲٪ (و یا محیط اسیدی ایجادشده پس از جمود نعشی) از بین می‌رود و همچنین در برابر سدیم هیپوکلریت ۱٪ و محلول دو درصد گلوتار آلدئید یا ضدعفونی‌کننده‌های فنول ۳ تا ۵ درصد، حساس است. با اینکه مواد شوینده مانند صابون ویروس را از بین نمی‌برند ولی تا حدی ویروس را غیرفعال می‌کنند. اسیدوزی که پس از چند ساعت از ذبح دام در جسد حیوان پیدا می‌شود [موجب]] از بین رفتن ویروس می‌شود. در کشتارگاه‌های صنعتی، لاشه دام به مدت ۲۴ ساعت در دمای ۴ درجه سلسیوس نگهداری می‌شود تا ویروس از بین برود. نگهداری گوشت در یخچال منزل در دمای ۱+تا ۴+ درجه سلسیوس به مدت حداقل ۲۴ ساعت نیز ویروس را از بین می‌برد.

## عامل سبب‌شناختی
عامل بیماری تب خونریزی‌دهنده کریمه-کنگو، ویروسی از خانواده بونیاویریده، جنس نایروویروس است که تحت عنوان ویروس‌های بَندپابُرد (آربوویروس)(به انگلیسی: Arthropod-Borne Virus) شناخته می‌شود و شایع‌ترین ناقل آن کنه ای به نام هیالوما (به انگلیسی: Hyalomma) است.
ویروس تب خونریزی‌دهنده کریمه-کنگو اصولاً در طبیعت به وسیله کنه‌های سخت گونه هیالوما منتقل می‌شود؛ ولی به وسیله گونه‌های دیگر نیز منتقل می‌شود. ویروس تب خونریزی‌دهنده کریمه-کنگو توانائی انتقال از طریق تخم (به انگلیسی: Transovarial Transmission) و نیز انتقال در مراحل مختلف بلوغ کنه (به انگلیسی: Transstadial Survival) را دارد.
مهم‌ترین راه آلودگی کنه هیالوما، خونخواری کنه هیالومای نابالغ از مهره‌داران کوچک است. تنها یک بار آلودگی موجب می‌شود که کنه هیالوما در تمام طول مراحل رشد خود آلوده باقی بماند و کنه بالغ ممکن است عفونت را به مهره‌داران بزرگ، مانند دام‌ها منتقل کند. ویروس یا پادتن آن، در کنه هیالوما در مناطق وسیع دنیا پیدا شده است. ایجاد عفونت در انسان پس از گزیدن کنه آلوده یا له کردن آن روی پوست نیز ممکن است..

## همه‌گیرشناسی
این بیماری بیشتر در مناطق صحرایی آفریقا، اروپای شرقی، خاورمیانه (عراق، افغانستان، پاکستان، ایران)، هند و غرب چین مشاهده می‌شود. شیوع بالایی از بیماری در بین دامداران، دامپزشکان و کارکنان دامپزشکی، سلاخان، قصابان و کارکنان کشتارگاه، پزشکان، پرستاران و کارکنان بیمارستان‌ها، کشاورزان و اشخاصی که با دام سر و کار دارند مشاهده می‌شود.
این بیماری در فصل‌های گرم سال از اواخر فروردین تا اواخر شهریور (زمان رشد و تکثیر کنه‌ها) شیوع پیدا می‌کند. در بسیاری از موارد تا اوایل یا نیمه‌های پاییز کم‌کم پایان می‌یابد. اما در کشورهایی که تعداد دام‌های مبتلا و افراد مبتلا بالا است ممکن است به خاطر شیوع به پایان نرسد.

## راه‌های انتقال بیماری
مخزن و ناقل ویروس در طبیعت، اصولاً کنه‌ها هستند و گاو، گوسفند، بز، خرگوش، خرگوش صحرایی و جوجه‌تیغی و حتی جوندگان مثل موش نیز به عنوان ناقل شناخته می‌شوند. اما انواع پرندگان به جز شتر مرغ در برابر این بیماری مقاوم هستند. این ویروس از طریق تماس مستقیم با خون یا ترشحات بیمار، لاشه حیوان آلوده (انتقال به قصاب یا پوست‌کن) سبب ایجاد همه‌گیری‌های ناگهانی می‌شود. در جنوب آفریقا، پادتن ویروس تب خونریزی‌دهنده کریمه-کنگو از سرم خون زرافه، کرگدن، گاو کوهی، بوفالوی آمریکایی، گورخر، یا سگ جدا شده است. ویرمی در نشخوارکنندگان اهلی مانند گاو، گوسفند و بز به مدت یک هفته پس از آلودگی باقی می‌ماند.
بیماری در حیوانات اهلی هیچ گونه علائم مشخصی ندارد و خطر انتقال بیماری در انسان در هنگام ذبح یا یک دوره کوتاه پس از ذبح حیوان آلوده (به دنبال تماس با پوست یا لاشه حیوان) وجود دارد. با وجود اینکه پرندگان (به غیر از شترمرغ) به این بیماری مقاومند اما می‌توانند با پخش کنه‌های آلوده باعث ایجاد شیوع بیماری شوند.
همچنین تماس با خون و بافت بیماران به‌خصوص در مرحله خون‌ریزی یا انجام هرگونه عملی که منجر به تماس انسان با خون، بزاق، ادرار، مدفوع و استفراغ آن‌ها شود باعث انتقال بیماری می‌شود. به همین دلیل، مواردی در بین اعضای خانواده بیمار و پرسنل پزشکی بعد از آلودگی با خون یا ترشحات بیمار رخ داده است.
به همین خاطر توصیه می‌شود پس از درمان یاا فوت تمام وسایل و لباس‌های فرد بیمار آتش زده یا نابود گردد.

بیمار در طی مدتی که در بیمارستان بستری است می‌تواند به لحاظ انتقال بیمارستانی به شدت دیگران را دچار آلودگی کند، عفونت‌های بیمارستانی بعد از آلودگی با خون یا ترشحات بیماران شایع می‌باشند.

مناطقی که با رنگ بنفش نشان داده شده‌اند پتانسیل بالایی برای شیوع این بیماری دارند.

## علائم بالینی
علائم بالینی چهار مرحله دارد:
1. دوره کمون: بستگی به راه ورود ویروس دارد. پس از گزش کنه، دوره کمون معمولاً یک تا سه روز است و حداکثر به ۹ روز می‌رسد. دوره کمون به دنبال تماس با بافت‌ها یا خون‌آلوده معمولاً پنج تا شش روز است و حداکثر زمان ثابت شده ۱۳ روز بوده است.
2. قبل از خونریزی: شروع علائم ناگهانی حدود ۱ تا ۷ روز طول می‌کشد (متوسط ۳روز)، بیمار دچار سردرد شدید، تب، لرز، درد عضله، (بخصوص در پشت و پاها)، گیجی، درد و سفتی گردن، درد چشم، ترس از نور (حساسیت به نور) می‌شود. ممکن است حالت تهوع، استفراغ بدون ارتباط با غذاخوردن و گلودرد و احتقان ملتحمه در اوایل بیماری وجود داشته باشد که گاهی با اسهال و درد شکم و کاهش اشتها همراه می‌شود.[۶] تب معمولاً بین ۳ تا ۱۶ روز طول می‌کشد. تورم و قرمزی صورت، گردن و قفسه سینه، پرخونی خفیف حلق و ضایعات نقطه‌ای در کام نرم و سخت شایع هستند. تغییرات قلبی عروقی شامل کاهش ضربان قلب و کاهش فشارخون مشاهده می‌شود. لکوپنی، ترمبوسیتوپنی (کاهش پلاکت به کمتر از ۱۵۰٫۰۰۰ در میلی‌متر مکعب) و بخصوص ترمبوسیتوپنی شدید نیز در این مرحله معمولاً مشاهده می‌شود.[۱۵]
3. مرحله خونریزی‌دهنده: مرحله کوتاهی است که به سرعت ایجاد می‌شود و معمولاً در روز ۳ تا ۵ بیماری شروع می‌شود و ۱ تا ۱۰ روز (به‌طور متوسط ۴ روز) طول می‌کشد. خون‌ریزی در مخاطها و پتشی (خون ریزی زیرجلدی که قطری در حدود ۱–۲ میلی‌متر دارد) در پوست بخصوص در قسمت بالای بدن و در طول خط زیربغلی و زیر پستان در خانم‌ها دیده می‌شود و در محل‌های تزریق و تحت فشار (محل بستن رگ‌بند و غیره) ممکن است ایجاد شود. بدنبال پتشی ممکن است هماتوم (تجمع خون یا خون مردگی) در همان محل‌ها و سایر پدیده‌های خونریزی‌دهنده مانند ملنا (مدفوع قیری شکل ناشی از خون ریزی دستگاه گوارش)، خون‌ادراری و خون‌دماغ، خون‌ریزی لثه و خونریزی غیرطبیعی رحم ایجاد شود و گاهی خلط خونی، خون‌ریزی در ملتحمه و گوشها نیز دیده می‌شود. برخی موارد خون‌ریزی از بینی، استفراغ خونی، ملنا و خون‌ریزی غیرطبیعی رحم آن قدر شدید است که بیمار نیاز به تزریق خون دارد. در حدود ۱۵٪ بیماران فقط پتشی ظاهر می‌شود. مشکل‌های دستگاه تنفس به دلیل سینه‌پهلو خونریزی‌دهنده در حدود ۱۰٪ بیماران ایجاد می‌شود. به دلیل درگیری دستگاه فاگوسیت تک‌هسته‌ای با ویروس، احتمال ابتلا به سلول‌های کبدی شایع است که موجب هپاتیت ایکتریک می‌شود. معمولاً بین روزهای ۶ تا ۱۴ بیماری در یک سوم بیماران کبد و طحال بزرگ می‌شوند. در این مرحله، نتایج آزمایش‌های اعمال کبدی، غیرطبیعی هستند، مانند مقدار آنزیم آسپارتات ترانس آمیناز و سرم بیلی‌روبین که اغلب در مرحله پایانی بیماری بالا می‌رود. در مواردی که منجر به مرگ بیمار می‌شود معمولاً علائم بیماری به‌طور سریع حتی در روزهای اول بیماری تغییر می‌کند و هم چنین لکوسیتوز (افزایش تعداد گلبول‌های سفید به بالاتر از ۹۰۰۰ در میلی‌متر مکعب) بیشتر از لکوپنی وجود دارد. ترومبوسیتوپنی در مراحل اولیه بیماری نشان‌دهنده پیش آگاهی بدی است. مرگ به دلیل از دست‌دادن خون، خونریزی مغزی، کمبود مایعات به دلیل اسهال، یا خیز ریوی ممکن است ایجاد شود. در کالبد گشایی بیماران فوت‌شده، معمولاً خون‌ریزی به شدت‌های مختلف در همه اعضا و بافت‌ها و داخل معده و روده‌ها دیده می‌شود.
4. دوره نقاهت: با کمرنگ شدن ضایعه‌های پوستی از روز دهم، به تدریج روند بهبودی آغاز می‌شود. بیشتر بیماران در هفته‌های سوم تا ششم بعد از شروع بیماری وقتی شاخص‌های خونی و آزمایش ادرار آنان طبیعی شد از بیمارستان مرخص می‌شوند. مشخصه دوره نقاهت، طولانی بودن آن به همراه ضعف است که ممکن است برای یک ماه یا بیشتر باقی بماند. گاهی موهای بدن کامل می‌ریزند که البته پس از ۴ تا ۵ ماه ترمیم می‌شود. بهبودی معمولاً بدون عارضه است. اگرچه التهاب عصبی یک یا چند عصب ممکن است برای چندین ماه باقی بماند.

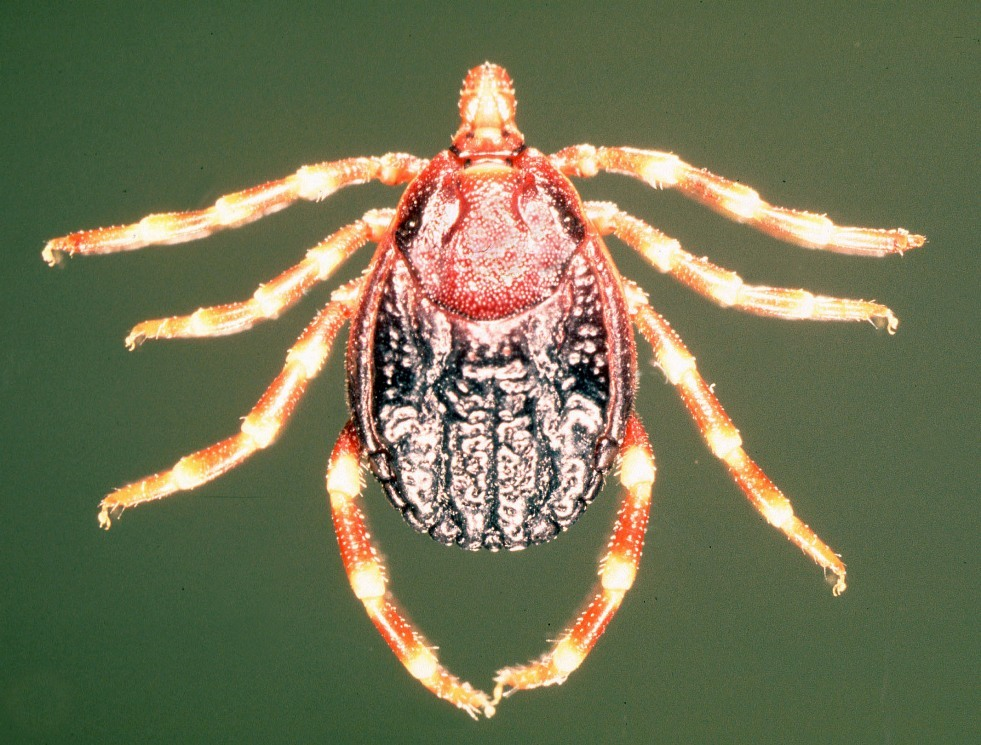
کنه هیالوما

## روش تشخیص
در هفته اول بیماری و در مرحله تب می‌توان با نمونه‌گیری از خون، ویروس را جدا کرد. همچنین می‌توان ویروس را از نمونه‌های بافتی مانند بافت کبد، طحال، کلیه، غدد لنفاوی جدا کرد.
ویروس را می‌توان در کشت یاخته تهیه شده از بافت کلیه میمون کشت داد یا توسط آزمایش واکنش زنجیره‌ای پلیمراز اثر ویروس را در آنزیم رونوشت بردار معکوس مشاهده کرد.
به وسیله آزمایش‌های سرمی نیز می‌توان به جستجوی پادتن پرداخت از جمله می‌توان از آزمایش‌هایی مانند ایمونوفلورسانس، خنثی سازی، تست فیکساسیون کمپلمان، تست الیزا، ثبوت عناصر مکمل استفاده کرد. معمولاً پس از شش روز مقدار پادتن ام قابل اندازه‌گیری است و تا چهار ماه در خون باقی می‌ماند؛ ولی پادتن جی را تا پنج سال می‌توان در خون بررسی کرد. در حالت‌های فوق حاد و مرگ‌آور، در ابتدای بیماری معمولاً هیچگونه پادتنی در خون (قبل از شش روز) قابل اندازه‌گیری نیست؛ بنابراین تشخیص بر پایه جداسازی ویروس از خون و بافت‌ها به روش کشت سلولی یا تشخیص پادگن ویروس به روش‌های ایمونوفلورسانس، تست الایزا و واکنش زنجیره‌ای پلیمراز است.
همچنین با اندازه‌گیری SGOT و SGPT می‌توان به عفونت ویروس در کبد، پی برد معمولاً در مبتلایان، SGOT بالاتر از SGPT است.

## پیشگیری

### روش‌ها
1. بیمار مشکوک به تب خونریزی‌دهنده کریمه-کنگو باید قرنطینه شود و با افراد خانواده و پرسنل بیمارستانی در تماس نباشد. کلیه وسایل بیمارستانی مانند ماسک، دستکش، روپوش، پیش بند، لوله‌های خون، سرنگ‌های استفاده شده و هر وسیله‌ای که با ترشحات بیمار در تماس بوده باید سوزانده شود.
2. آفت‌کشی خانه و اصطبل جهت کاهش کنه‌ها
3. مصرف مواد گندزداینده برای توالت‌ها، محیط آلوده به خون و ترشحات بیمار
4. چون این بیماری در دام، بدون علامت است، باید از مصرف گوشت تازه خودداری شود و دام پس از ذبح تا ۲۴ ساعت در دمای صفر تا مثبت چهار درجه سانتی گراد قرار گیرد تا ویروس‌های آن کشته شوند و پس از آن مصرف شود.
5. در هنگامی که پرسنل مراقب بیمار در معرض تماس پوستی یا پوستی مخاطی با خون، مایعات بدن یا فضولات بیمار قرار می‌گیرند بایستی فوراً سطح آلوده را با آب و صابون بشویند.[۵]
6. از خرید گوشت‌های بازرسی نشده بدون مهر دامپزشکی (کشتار غیرمجاز) خودداری شود.
7. کارکنان بهداشتی و درمانی و افرادی که با خون، ترشحات بدن بیمار یا بافت‌های آلوده بیماران تماس داشته‌اند باید مرتب و حداقل تا چهارده روز پس از تماس، تحت نظر بوده و درجه حرارت بدن آن‌ها هر روز کنترل شود و در صورت ظهور علائم بالینی، مطابق با تعریف مورد محتمل بلافاصله درمان برای آنان شروع شده و اقدامات بعدی به عمل آید.[۱۶]

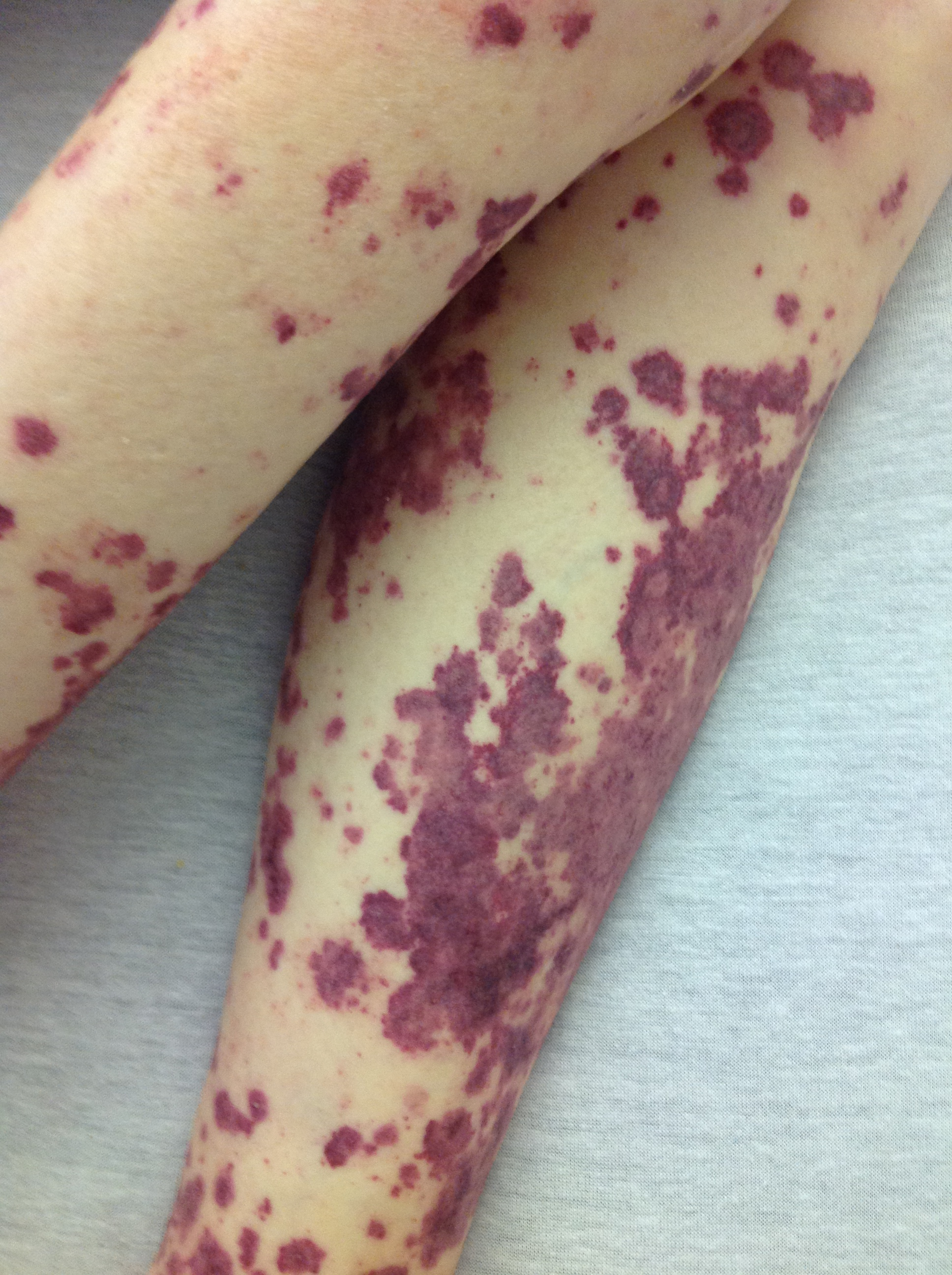
علائم پوستی

### واکسن
هیچ نوع واکسن معتبری برای پیشگیری در انسان و دام وجود ندارد. اما چنانچه فرد، به موقع جهت درمان اقدام کند می‌توان بیماری را درمان کرد.
از سال ۱۹۷۰ میلادی تلاش‌هایی برای دستیابی به واکسن این بیماری انجام شده که بیشتر آن‌ها بی‌نتیجه بوده‌اند. تنها واکسن موجود که گمان می‌رود کارامد باشد در بلغارستان مورد استفاده قرار می‌گیرد.
در سال ۲۰۱۱ تیمی از محققان کشور ترکیه به واکسنی غیر سمی دست‌یافتند که در آزمایش‌های اولیه ۸۰ درصد مصونیت ایجاد کرده که در حال طی مراحل آزمایش سازمان غذا و دارو آمریکا برای دریافت تأییدیه است.

## درمان
اساس درمان این بیماری، حمایتی است و شامل تنظیم آب و الکترولیت و درمان انعقاد درون‌رگی منتشر به همراه داروی ضد ویروس ریباویرین است. توجه شود که درمان‌های اختصاصی توسط پزشک متخصص و ترجیحاً متخصص عفونی انجام می‌شود.
پژوهش‌ها نشان می‌دهند که تزریق استروئیدها بخصوص متیل پردنیزولون در دوز بالا، میزان پلاکت خون را افزایش و نیاز بیمار را به فراورده‌های خونی کاهش می‌دهد و بر تب بیمار نیز تأثیر دارد.

## شیوه خاکسپاری
ویروس تب کریمه کنگو تا ۲۴ ساعت قابلیت انتقال از بدن فرد متوفی به افراد دیگر را دارد و با توجه به انتقال سریع بیماری از طریق مخاط، ترشح و خون متوفی به افراد دیگر، بیماران فوتی با رعایت شرایط بهداشتی، در کاورهای مخصوص و پلمپ شده، توسط افراد مجهز به لباس‌های مخصوص به خاک سپرده می‌شوند. گفتنی است به علت خطر ابتلا، بدن این بیماران بدون غسل و کفن به خاک سپرده می‌شود. حداقل عمق برای خاکسپاری شدن باید ۲ متر باشد. علاوه بر این، سطح بدن بیمار و همچنین سطح کاورها باید توسط محلول ضدعفونی‌کننده، همانند آب ژاول (هیپوکلریت سدیم) پوشانده شود. در ایران در مواردی گفته شده است که اجساد بیماران ناقل تب کریمه کنگو در زمان خاک‌سپاری، توسط سفته آهک پوشانده و در تابوت پِرِس‌شده به خاک سپرده می‌شوند تا از احتمال شیوع بیماری در محل خاکسپاری جلوگیری شود. اگرچه در دستورالعمل‌های بین‌المللی، استفاده از آهک ذکر نشده است.

## شیوع در ایران
نخستین بار در کتاب ذخیره خوارزمشاهی نگاشته اسماعیل جرجانی در حدود سال ۴۸۹ خورشیدی به این بیماری اشاره شده است.
در سال ۱۳۴۹ وجود بیماری در ایران ثابت شد.
در سال ۱۳۹۶ این بیماری از طریق افغانستان و پاکستان وارد ایران شده و در بخش‌هایی از ایران شیوع پیدا کرده است. از آغاز سال ۱۳۹۶ تا ۱۲ خرداد، ۳۳ نفر به این بیماری مبتلا شده‌اند که در استان‌های کرمانشاه، هرمزگان، اصفهان، سیستان و بلوچستان، مازندران و سمنان (شاهرود) و خراسان رضوی بوده و سه نفر از آن‌ها جان خود را از دست دادند. بدین ترتیب، نرخ مرگ و میر این بیماری ۷/۴ درصد بوده است.